# Senador Amaral
Senador Amaral este un oraș în Minas Gerais (MG), Brazilia.